# 维莱圣弗朗堡
维莱圣弗朗堡（法語：Villers-Saint-Frambourg，法語發音：[vilɛʁ sɛ̃ fʁɑ̃buʁ]）是法国瓦兹省的一个旧市镇，属于桑利斯区。2019年，维莱圣弗朗堡与市镇奥尼翁合并为新市镇维莱圣弗朗堡-奥尼翁。

## 地理
维莱圣弗朗堡（49°15'19"N, 2°38'21"E）面积9.72 平方千米，位于法国上法蘭西大區瓦兹省，该省份为法国北部内陆省份，北起索姆省，西接厄尔省和滨海塞纳省，南至塞纳-马恩省和瓦兹河谷省，东临埃纳省。
与维莱圣弗朗堡接壤的市镇（或旧市镇、城区）包括：蓬潘、布拉瑟斯、沙芒、弗勒里讷、奥尼翁、蓬圣马克桑斯、韦尔伯里新城。
维莱圣弗朗堡的时区为UTC+01:00、UTC+02:00（夏令时）。

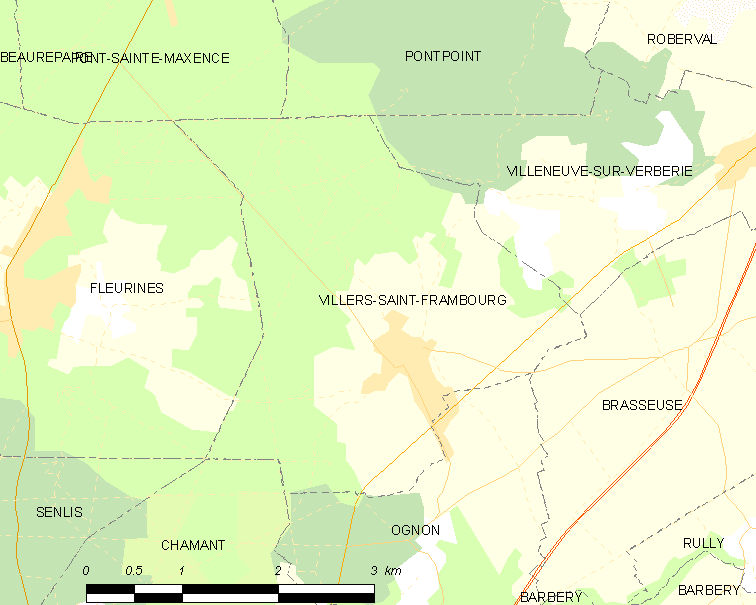
维莱圣弗朗堡的OSM定位图

## 行政
维莱圣弗朗堡的邮政编码为60810，INSEE市镇编码为60682。

## 政治
维莱圣弗朗堡所属的省级选区为蓬圣马克桑斯县。

## 人口

1962-2008年间维莱圣弗朗堡人口变化图示

维莱圣弗朗堡于2018年1月1日时的人口数量为553人。